# Melanie Margalis
Melanie Margalis, född 30 december 1991, är en amerikansk simmare. Vid de olympiska simtävlingarna i Rio de Janeiro 2016 ingick hon i det amerikanska lag som vann guld på 4x200 meter frisim. Hon deltog endast i försöksheaten men tilldelades medalj eftersom USA vann finalen.
Margalis simmade tredjesträckan i finalen när USA vann VM-guld på 4x200 meter frisim vid världsmästerskapen i simsport 2017.

### Fotnoter
1. ↑  ”Melanie Margalis”. swimswam.com. swimswam.com. https://swimswam.com/bio/melanie-margalis/. Läst 11 augusti 2017.
2. ↑  U.S. wins women's 4x200 freestyle relay in Rio Olympics
3. ↑  Olympic.org - Melanie Margalis
4. ↑  ”Women's 4x200m Freestyle Budapest 2017”. Arkiverad från originalet den 28 juli 2017. https://web.archive.org/web/20170728083037/http://omegatiming.com/File/Download?id=000111010A0201F804FFFFFFFFFFFF01. Läst 11 augusti 2017.